# Jay Gillespie
Jay Gillespie (Dallas, 30 de novembro de 1979) é um ator, músico e gerente de marcas norte-americano.

## Primeiros anos
Nascido em Dallas, no Texas, Gillespie cresceu em seu estado natal e também passou parte da juventude em Connecticut. Frequentou por um ano o College of Charleston, na Carolina do Sul, onde descobriu seu talento para as artes cênicas e teve as primeiras aulas de teatro. Em seu segundo ano de estudos acadêmicos, matriculou-se na escola de atuação da Universidade de Nova Iorque e passou os três anos seguintes treinando para se tornar ator profissional.

## Carreira
Gillespie começou sua carreira no cinema atuando no curta-metragem independente O Beautiful (2002), interpretando um estudante gay vítima de violência homofóbica. Em 2003, esse curta foi relançado como um segmento de Boys Life 4: Four Play, quarto filme da série de temática LGBT Boys Life, que recebeu relativa atenção da crítica. A partir desse trabalho, Gillespie começou a participar de outras produções de cinema independente, conseguindo papéis de destaque em 2001 Maniacs (2005), em que contracenou com Robert Englund, e One by One: Death's Door (2011), coestrelado por Tony Todd e Sally Kirkland, no qual interpretou o protagonista.
Ele também é guitarrista profissional e lançou em 2006 um disco intitulado Graffiti Beach. Nessa época, foi integrante da banda de rock Samvara, com a qual gravou dois EPs em 2006 e 2009, sendo este último disponibilizado em plataformas digitais em 2020. Após atuar em cerca de quinze filmes, decidiu afastar-se gradualmente da carreira artística a partir de 2016, quando foi convidado a ingressar na turma de MBA em tempo integral da Simon Business School, a escola de negócios da Universidade de Rochester. Assim, passou a dedicar-se à gestão de marcas, marketing e assumiu um cargo de liderança num clube de vinhos popular entre os estudantes da instituição.

## Discografia
- Graffiti Beach (2006)
- Samvara (2006) (EP)
- Samvara (2009) (EP; relançado em 2020)

## Filmografia parcial

### Cinema
| Ano  | Título                            | Papel                       | Notas                         | Ref.   |
| ---- | --------------------------------- | --------------------------- | ----------------------------- | ------ |
| 2002 | O Beautiful                       | Brad                        | Curta-metragem                | [ 11 ] |
| 2003 | Boys Life 4: Four Play            | Brad                        | Segmento: "O Beautiful"       | [ 4 ]  |
| 2005 | WTC View                          | Max                         |                               | [ 11 ] |
| 2005 | 2001 Maniacs                      | Anderson Lee                |                               | [ 11 ] |
| 2006 | Miriam                            | Jovem soldado alemão        |                               | [ 12 ] |
| 2010 | #1 Cheerleader Camp               | Michael                     | Diretamente em vídeo          | [ 11 ] |
| 2010 | 2010: Moby Dick                   | Jovem Ahab                  | Diretamente em vídeo          | [ 13 ] |
| 2011 | Hellraiser: Revelations           | Nico Bradley/Pseudo Pinhead |                               | [ 13 ] |
| 2011 | Jack the Reaper                   | Shawn Hickey                | Tcc. One by One: Death's Door | [ 13 ] |
| 2011 | Anamnesis                         | Fix                         | Curta-metragem                | [ 14 ] |
| 2013 | Life Tracker                      | Drake                       |                               | [ 11 ] |
| 2013 | Crazy Town                        | Stacey                      | Curta-metragem                | [ 15 ] |
| 2014 | Android Cop                       | Reynolds                    |                               | [ 13 ] |
| 2015 | Ovum                              | Kelly Cole                  |                               | [ 13 ] |
| 2016 | Near Myth: The Oskar Knight Story | Jovem Val                   | Pseudodocumentário            | [ 13 ] |
| 2019 | Sprawl                            | Buddha                      |                               | [ 16 ] |

### Televisão
| Ano  | Título                   | Papel        | Notas     | Ref.   |
| ---- | ------------------------ | ------------ | --------- | ------ |
| 2011 | Mega Python vs. Gatoroid | Manifestante | Telefilme | [ 12 ] |

## Prêmios e indicações
| Ano  | Premiação                     | Categoria                       | Obra                              | Resultado | Ref.   |
| ---- | ----------------------------- | ------------------------------- | --------------------------------- | --------- | ------ |
| 2016 | Buffalo Niagara Film Festival | Melhor ator em papel secundário | Near Myth: The Oskar Knight Story | Venceu    | [ 17 ] |